# Glyphocyphus
Glyphocyphus is een geslacht van uitgestorven zee-egels, en het typegeslacht van de familie Glyphocyphidae.

## Soorten
- Glyphocyphus carthusianum (Gras, 1848) † Vroeg-Aptien, Europa
- Glyphocyphus radiatus (Goldfuss, 1829) † Laat-Albien-Cenomanien, Europa, Noord-Afrika.